# Canon EOS 5D Mark III
La Canon EOS 5D Mark III és una càmera rèflex digital de Full Frame fabricada per Canon. Aquesta, va ser anunciada el 2 de març de 2012 amb un preu de venda suggerit de 3.299 € només cos.
Aquest model va substituir a la Canon EOS 5D Mark II.

## Característiques
Les seves característiques més destacades són:
- Sensor d'imatge CMOS Full Frame de 22,3 megapíxels
- Processador d'imatge DIGIC 5+
- 61 punts d'autoenfocament / 41 punts en creu
- Disparo continu de 6 fotogrames per segon
- Sensibilitat ISO 100 - 25.600 (ampliable fins a L: 50, H1: 51.200, H2: 102.400)
- Gravació de vídeo: FULL HD 1080p a 25/30 fps i HD 720p a 50/60 fps
- Pantalla LCD de 3,2" d'1.040.000 píxels
- Bateria LP-E6N
- Entrada de Jack de 3,5mm per a micròfons externs o gravadores i entrada d'auriculars
- Protecció contra esquitxades i pols

## Usos en fotografia
El fotògraf danès Mads Nissen va guanyar el World Press Photo of the Year de 2015, usant aquesta càmera per realitzar la fotografia d'una parella gai de Rússia. El mateix any, aquesta càmera va ser la més utilitzada en el concurs.
La fotografia del fons de pantalla del sistema operatiu macOS El Capitan, la va realitzar el fotògraf Sungjin Ahn amb aquest model de càmera i un objectiu Canon EF 17-40mm f/4L USM a 17mm ISO 1600 i una velocitat de 30 segons. Això es va poder saber, ja que Apple es va oblidar d'esborrar les dades EXIF.

## Usos en vídeo
La càmera es va utilitzar en algunes escenes dels següents llargmetratges: En les escenes de càmera lenta de Kung Fury, Hale County This Morning, This Evening, Pete Winning and the Pirates: The Motion Picture, Wyrmwood: Road of the Dead, DamNation, Chappie, The Boxtrolls, Annabelle, El Dictador.
També s'ha utilitzat en diversos documentals com: La sal de la terra, The Lady in Number 6: Music Saved My Life, Rättskiparen.

## Actualitzacions de microprogramari
El firmware 1.2.1 es va llançar el 30 d'abril de 2013 per permetre que la càmera emeti vídeo sense comprimir mitjançant HDMI i permetre l'enfocament automàtic fins a f/8.
El firmware 1.3.3 es va llançar el 29 de gener de 2015, solucionant problemes menors del menú i millorant la capacitat de control de l'AF quan es disparava en mode de visualització en directe amb un objectiu gran angular.
El firmware 1.3.4 es va llançar el 14 de novembre de 2016, aquest corregeix un fenomen en què quan s'utilitza la càmera amb l'objectiu EF 70-300 mm f/4-5.6 IS II USM, fins i tot si la correcció de l'aberració de la lent està configurada a "Habilita", la correcció no s'aplicarà.
El firmware 1.3.5 es va llançar el 29 de novembre de 2017, aquest corregeix un fenomen en què no s'obté l'exposició estàndard o es pot produir una exposició irregular quan es dispara en Live View amb les següents òptiques: TS-E 50 mm f/2,8L Macro, TS-E 90 mm f/2,8L Macro o TS-E 135 mm f/4L Macro.
El firmware 1.3.6 es va publicar el 12 de setembre de 2019, aquest corregeix una vulnerabilitat de comunicacions PTP i també una relacionada amb l'actualització del microprogramari.

## Defectes coneguts
Canon va emetre un avís indicant que el panell LCD de la càmera, quan s'il·luminava en entorns extremadament foscos, podia afectar la mesura de la llum del fotòmetre integrat. L'empresa es va fer càrrec de qualsevol cos de càmera venut amb aquest problema i es va reparar de manera gratuïta. Qualsevol cos enviat a proveïdors després de la primera setmana de maig de 2012 probablement ja tenia el defecte rectificat.

## Premis
El 2012, aquesta càmera va guanyar el premi de Technical Image Press Association (TIPA) com a millor DSLR per a vídeo. I el 2014 el premi IF product design.

## Diferències respecte a la 5D Mark II
La Canon 5D Mark III té més megapíxels (22,3Mpx en lloc de 21,1Mpx). La nova càmera té un sistema d'enfocament millorat, aquesta utilitza 61 punts amb 41 en creu, mentre que la versió II només n'utilitza 9. La 5D III al tenir un sensor d'imatge i un processador més nous, pot arribar a ISO més altes, fins a 102.400 (ampliat) en lloc de fins a 25.600.
La rafega de la Mark III és de 6 fps, mentre que la versió II arriba fins a 4 fps. La pantalla del model més nou és més gran i incorpora més resolució, 3,2" amb 1.040.000 píxels en lloc de 3" amb 920.000 píxels.
La 5D III pot realitzar amb la mateixa bateria 100 fotografies més i incorpora un visor amb una cobertura del 100% en lloc del 98% amb la mateixa ampliació. El nou model ja consta de dos entrades de memòria, una per targetes SD i una altra per Compact Flash, no només targetes Compact Flash com el model anterior i ja incorpora una sortida d'auriculars per controlar l'àudio.

## Inclòs a la caixa
- Càmera EOS 5D Mark III[33]
- Corretja ampla
- Bateria LP-E6
- Carregador de bateria LC-E6E
- Bateria de liti CR2016 (Data / temps)
- Ocular EG
- Cable USB IFC-200U
- Cable de vídeo AVC-DC400ST
- CD EOS Digital Solution

## Accessoris compatibles
- Tots els objectius amb muntura EF
- Flaixos amb muntura Canon
- Micròfons amb entrada de Jack 3,5 mm
- Auriculars amb entrada de Jack 3,5 mm
- Targetes de memoria SD, SDHC i SDXC
- Empunyadura BG-E11
- Cable mini HDMI (tipus C)